# Red Candle Games
Red Candle Games est un développeur de jeux vidéo basé à Taipei, Taïwan. La société est connue pour avoir développé Detention, Devotion et Nine Sols.

## Histoire
Red Candle Games a été fondé en 2015 afin de créer Detention, un jeu vidéo d'horreur psychologique se déroulant dans les années 1960. Sorti en janvier 2017 sur Steam, Detention a reçu des critiques positives, avec Ashley Oh de Polygon notant "qu'il allie élégamment des références religieuses et thématiques d'Asie de l'Est avec des aspects modernes du milieu du XXe siècle". Detention a été adaptée en film en 2019, puis adaptée en série télévisée en 2020.
Après Detention, Red Candle Games a commencé à travailler sur leur deuxième jeu, Devotion, un autre jeu vidéo d'horreur psychologique, cette fois se déroulant à Taïwan dans les années 1980. Devotion a été publié en février 2019 avec un accueil initialement positif, mais lorsque des joueurs ont découvert un easter egg cachés dans le jeu, qui incluent des références visuelles se moquant du secrétaire général du Parti communiste chinois, Xi Jinping, il a été retiré en Chine. Red Candle Games a présenté des excuses et a supprimé le jeu globalement de Steam. Chen Chi-mai, alors vice-premier ministre de Taïwan, a exprimé son soutien aux développeurs. Pendant une courte période en juin 2020, une version physique de Devotion était disponible en précommande à Taïwan.
En mars 2021, Red Candle Games a lancé une boutique en ligne sur son site officiel, vendant ses deux jeux.

## Jeux développés
- Detention, 2017
- Devotion, 2019
- Nine Sols, 2024